# (12127) Mamiya
(12127) Mamiya ist ein Asteroid des Hauptgürtels, der am 9. September 1999 vom japanischen Astronomen Kazurō Watanabe an der Sternwarte in Sapporo (IAU-Code 392) auf Hokkaidō entdeckt wurde.
(12127) Mamiya gehört zur Nysa-Gruppe, einer nach (44) Nysa benannten Gruppe von Asteroiden, die auch als Hertha-Familie bekannt ist (nach (135) Hertha).
Der Asteroid wurde am 9. Januar 2001 nach dem japanischen Seefahrer und Kartografen Mamiya Rinzō (1780–1844) benannt, der durch die Erforschung und Kartografierung Sachalins bekannt wurde.